# Pterotiltus occipitalis
Pterotiltus occipitalis is een rechtvleugelig insect uit de familie veldsprinkhanen (Acrididae). De wetenschappelijke naam van deze soort is voor het eerst geldig gepubliceerd in 1929 door Ramme.